# Helmut Frisch
Helmut Frisch (* 1. Oktober 1936 in Wien; † 8. Juli 2006 in Monteriggioni, Provinz Siena in Italien) war ein österreichischer Wirtschaftswissenschaftler, Jurist und Vorsitzender des Staatsschuldenausschusses.

## Leben
Helmut Frisch absolvierte von 1954 bis 1960 ein Studium der Rechts- und Staatswissenschaft in Graz, bevor er am Institut für Höhere Studien als Assistent tätig war. In Linz wurde er 1970 Hochschulprofessor, ein Jahr später Universitätsprofessor an der Technischen Universität Wien. In Wien war er zugleich Ordinarius für Volkswirtschaftslehre.
Bei der Österreichischen Postsparkasse war Frisch von 1978 bis 1997 Präsident des Verwaltungsrates, und nach ihrer Umwandlung in eine Aktiengesellschaft, Vorsitzender des Aufsichtsrates bis ins Jahr 2000. Ebenfalls Aufsichtsrat war er bei den Österreichischen Lotterien und bei der Österreichischen Bundesfinanzierungsagentur.
Als Finanzexperte und Jurist verdiente er sich international Anerkennung. Seine Forschungsarbeiten führten ihn unter anderem zu Gastprofessuren in Florenz (European University), New York (Columbia University) und Los Angeles (University of California). Seit 1978 leitete er den österreichischen Staatsschuldenausschuss und veröffentlichte in dieser Eigenschaft jährlich den Staatsschuldenbericht. Als Haushaltsexperte hatte er wiederholt die Finanzpolitik in Österreich kritisiert. Darüber hinaus machte er sich als Autor von Fachpublikationen einen Namen.
Er wurde 1995 als Nachfolger von Finanzminister Ferdinand Lacina gehandelt, diese Position lehnte er aber ab.
Am 8. Juli 2006 starb er im Alter von 69 Jahren während eines Kongresses nahe Siena an einem Herzinfarkt. Er wurde am Neustifter Friedhof bestattet.

## Auszeichnungen
- 2001: Großes Silbernes Ehrenzeichen für Verdienste um die Republik Österreich[2]

## Werke (Auswahl)
- Schumpeterian Economics. Praeger, New York 1981, ISBN 0-03-062766-4.
- (zusammen mit Bernhard Böhm und Michael Steiner) Slovenia and Austria. Bilateral Economic Effects of Slovenian EU Accession Leykam, Graz 2004, ISBN 3-7011-7498-9.
- Inflation in Small Countries. Proceedings of an International Conference held at the Institute for Advanced Studies Vienna, November 1974, Edited by H. Frisch, Springer Verlag Berlin 1976 ISBN 3-540-07624-7
- Theories of Inflation. (Cambridge surveys of economic literature) Cambridge University Press, Cambridge, New York 1983, ISBN 0-521-29512-2.